# Alix Talton
Alix Talton (Atlanta, 7 giugno 1920 – Burbank, 7 aprile 1992) è stata un'attrice statunitense.

## Biografia
Un'ex Miss Georgia, Talton firmò un contratto cinematografico con la Warner Bros. nel 1941. Ha suonato pezzi incidentali e non accreditati fino a quando non è stata descritta come una delle "Navy Blues Sextet" (sei ragazze del coro che cantano originariamente presenti nella commedia militare Warner Navy Blues). La sua apparizione con il Sextet era nella commedia di Phil Silvers-Jimmy Durante Benvenuti al reggimento! (1941), in cui ha ricevuto la fatturazione dello schermo per la prima volta, come Alice Talton.
Il suo soggiorno alla Warners era breve, perché sentiva che le mancava la formazione come attrice. Lasciò Hollywood per lavorare nelle rappresentazioni teatrali, e solo quando si sentì sicura delle sue abilità tornò ai film. Tornò in un western della Republic Pictures nel 1949 (come Alice Talton), e continuò a una carriera da freelance impegnata come attrice di personaggi.
Apparve, tra gli altri, nei film Ranger of Cherokee Strip, Il diritto di uccidere, Il bandito galante, 14ª ora, Sally e i parenti picchiatelli, Tangier Incident, Senza tregua il rock n roll, L'uomo che sapeva troppo, Cha-Cha-Cha Boom, La mantide omicida, Giulietta e Romanoff e La brigata del diavolo.

### Morte
Sposata dal 1950 al 1991 con George Cahan, Alix Talton morì di carcinoma del polmone il 7 aprile 1992, a Burbank, in California, all'età di 71 anni.

## Filmografia

### Cinema
- Bombardieri in picchiata (Dive Bomber), regia di Michael Curtiz (1941)
- Il diavolo con le ali (International Squadron), regia di Lothar Mendes e Lewis Seiler (1941)
- Passaggio a Hong Kong (Passage from Hong Kong), regia di D. Ross Lederman (1941)
- Benvenuti al reggimento! (You're in the Army Now), regia di Lewis Seiler (1941)
- Il signore resta a pranzo (The Man Who Came to Dinner), regia di William Keighley (1942)
- Tua per sempre (Hers To Hold), regia di Frank Ryan (1943)
- Ranger of Cherokee Strip, regia di Philip Ford (1949)
- Il diritto di uccidere (In a Lonely Place), regia di Nicholas Ray (1950)
- Il bandito galante (The Great Jewel Robber), regia di Peter Godfrey (1950)
- 14ª ora (Fourteen Hours), regia di Henry Hathaway (1951)
- Sally e i parenti picchiatelli (Sally and Saint Anne), regia di Rudolph Maté (1952)
- Tangier Incident, regia di Lew Landers (1953)
- Storia di tre amori (The Story of Three Loves), episodio "Mademoiselle", regia di Vincente Minnelli (1953)
- Senza tregua il rock n roll (Rock Around the Clock), regia di Fred F. Sears (1956)
- L'uomo che sapeva troppo (The Man Who Knew Too Much), regia di Alfred Hitchcock (1956)
- Cha-Cha-Cha Boom, regia di Benjamin H. Kline (1956)
- La mantide omicida (The Deadly Mantis), regia di Nathan Juran (1957)
- Giulietta e Romanoff (Romanoff and Juliet), regia di Peter Ustinov (1961)
- La brigata del diavolo (The Devil's Brigade), regia di Andrew V. McLaglen (1968)

### Televisione
- Gianni e Pinotto (The Abbott and Costello Show) – serie TV, episodio 2x03 (1953)
- The 20th Century-Fox Hour – serie TV, episodio 2x08 (1957)
- Have Gun - Will Travel – serie TV, episodio 1x13 (1957)
- The Restless Gun – serie TV, episodio 2x18 (1959)
- Pepper Anderson - Agente speciale (Police Woman) – serie TV, episodio 2x06 (1975)

## Doppiatrici italiane
- Anna Miserocchi in La mantide omicida
- Dhia Cristiani in L'uomo che sapeva troppo, Giulietta e Romanoff
- Rosetta Calavetta in La brigata del diavolo